# جوزيف أبوت (سياسي)
جوزيف أبوت (بالإنجليزية: Joseph Abbott)‏ هو سياسي أسترالي، ولد في 1 أغسطس 1843 في أستراليا، وتوفي في 15 يونيو 1903 في أستراليا. انتخب عضو الجمعية التشريعية نيو ساوث ويلز عن دائرة Electoral district of Newtown-Camperdown ‏ (17 يوليو 1894 – 5 يوليو 1895) وانتخب عضو الجمعية التشريعية نيو ساوث ويلز عن دائرة Electoral district of Newtown ‏ (3 فبراير 1888 – 17 يوليو 1894).